# Векулешть
Векулешть, Векулешті (рум. Văculești) — село у повіті Ботошані в Румунії. Входить до складу комуни Векулешть.
Село розташоване на відстані 383 км на північ від Бухареста, 24 км на північний захід від Ботошань, 119 км на північний захід від Ясс.

## Населення
За даними перепису населення 2002 року у селі проживали 1207 осіб, усі — румуни. Усі жителі села рідною мовою назвали румунську.